# Chaetodon fremblii

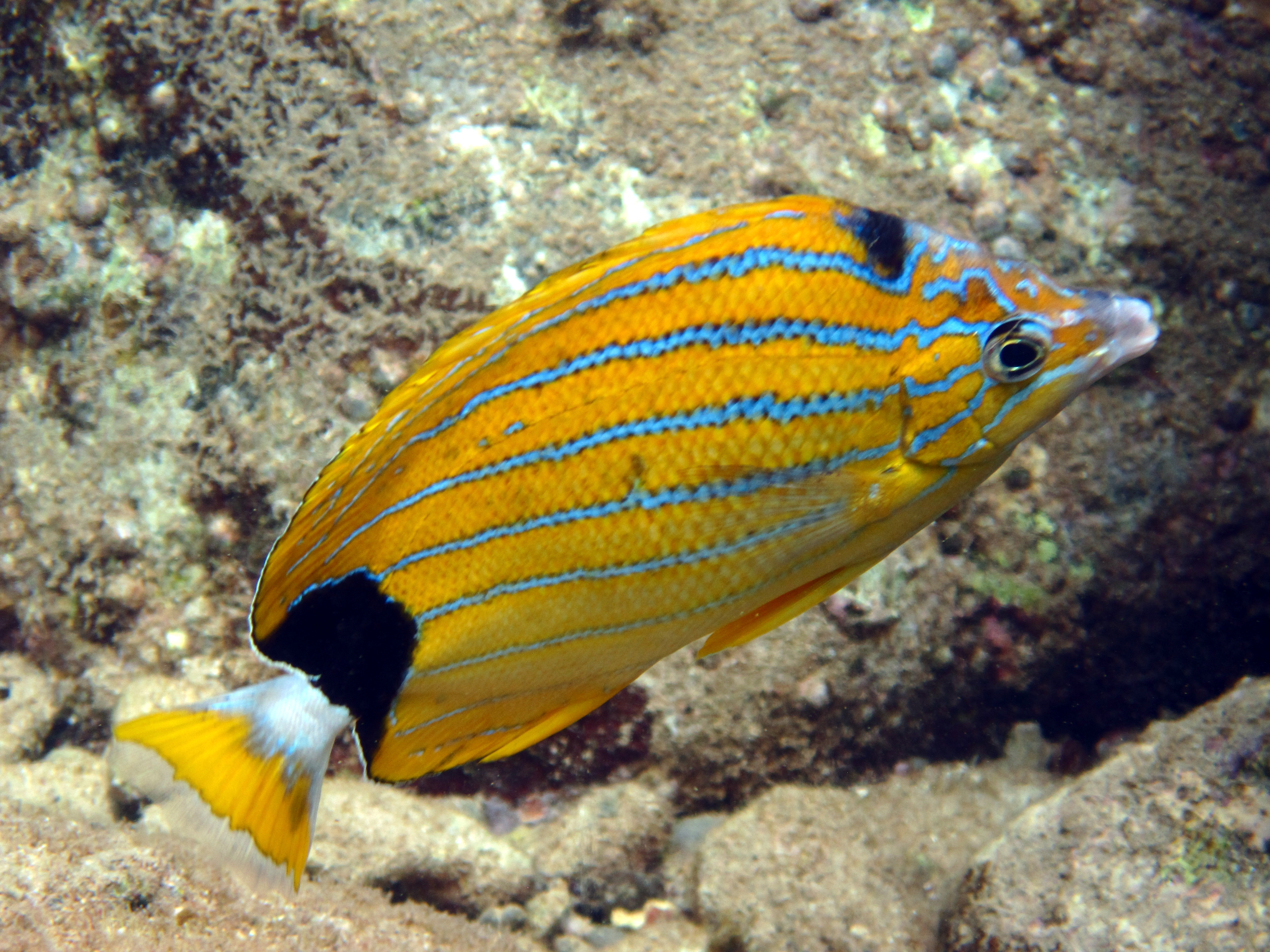
C. fremblii en Hawái

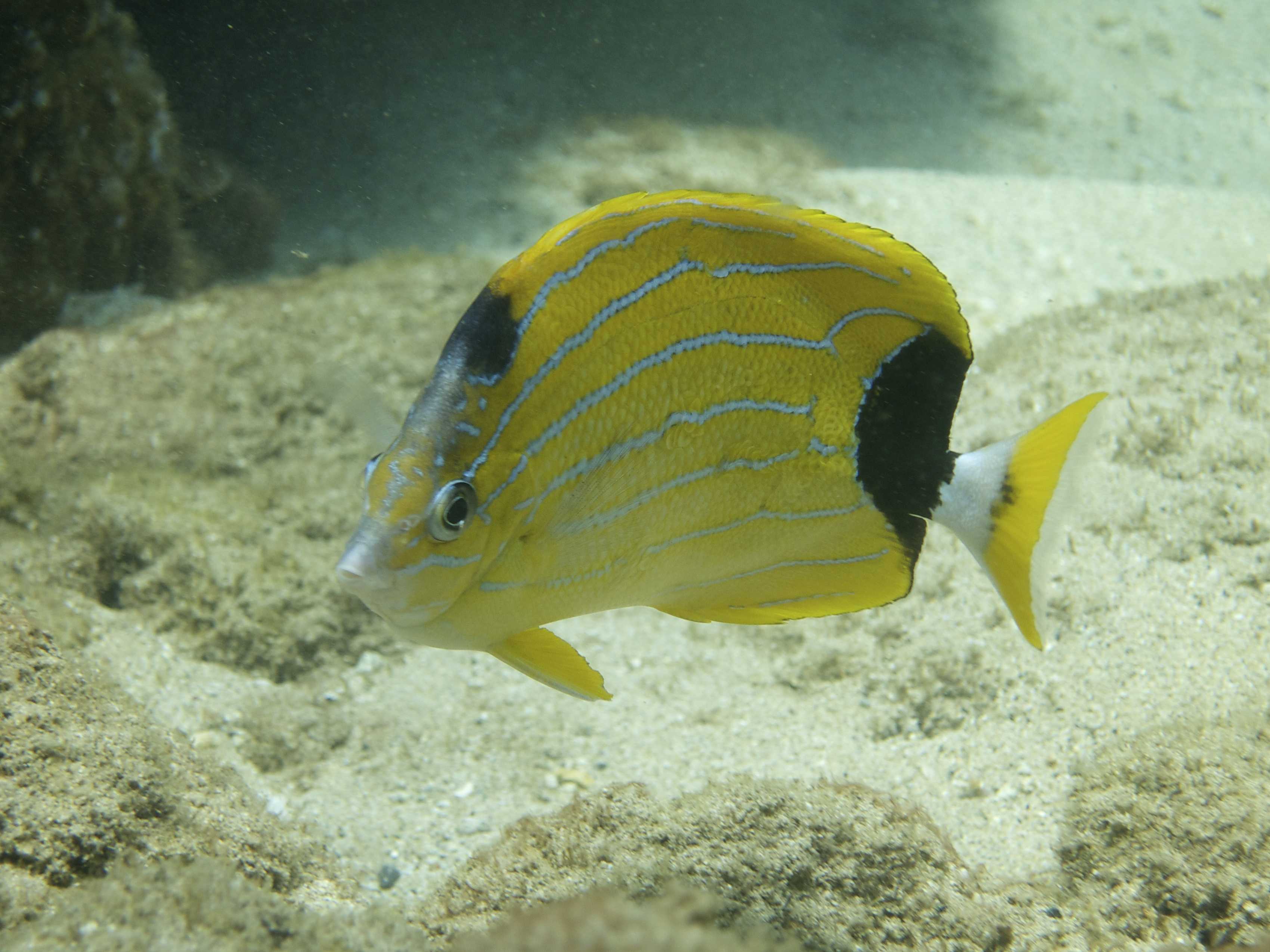
En Airport Beach, Maui, Hawái

Chaetodon fremblii es una especie de pez mariposa marino del género Chaetodon, familia Chaetodontidae.
Su nombre común en inglés es Blue-lined Butterfly, o pez mariposa de rayas azules. Es una especie abundante en las islas Hawái, estando incluidos dos tercios de su rango de distribución en el Monumento Nacional Marino de Papahanaumokuakea, y, por tanto, sujetos a protección.

## Morfología
Posee la morfología típica de su familia, cuerpo ovalado, cuadrangular con las aletas dorsal y anal extendidas, y comprimido lateralmente. 
La coloración general del cuerpo es amarilla, con ocho líneas horizontales, de color azul celeste, atravesando el cuerpo. Tiene una mancha negra en la frente, y otra, también negra, que cubre el pedúnculo caudal y la parte inferior-posterior de la aleta dorsal. Las aletas dorsal, anal, y pélvicas son amarillas. Las pectorales transparentes, y la aleta caudal tiene la base blanca, la parte central amarilla, y tiene una banda marginal transparente.
Tiene 12-14 espinas dorsales, entre 20 y 21 radios blandos dorsales, 3 espinas anales, y 16-18 radios blandos anales.
Alcanza los 13 cm de largo.

## Alimentación
Se alimenta de gusanos tubícolas, gusanos poliquetos, algas y pequeños invertebrados marinos.

## Reproducción
Son dioicos, o de sexos separados, ovíparos, y de fertilización externa. El desove sucede antes del anochecer. Forman parejas durante el ciclo reproductivo, pero no protegen sus huevos y crías después del desove.

## Hábitat y comportamiento
Especie no migratoria, asociada a arrecifes. Frecuenta gran variedad de hábitats, prefiriendo arrecifes, tanto rocosos, como coralinos. Normalmente los juveniles ocurren en arrecifes planos superficiales y protegidos. Los adultos se ven normalmente solitarios, ocasionalmente en pequeños grupos de 3 a 15 individuos.
Su rango de profundidad está entre 4 y 65 metros, aunque se reportan localizaciones entre 1 a 128 m.

## Distribución geográfica
Se distribuye en aguas del océano Pacífico, exclusivamente en el archipiélago de las islas Hawái, y en las islas Midway.